# SciCast
SciCast é um podcast brasileiro fundado em novembro de 2013. É notável por ser um dos principais podcasts brasileiros do gênero ciência.

## História
O podcast SciCast foi originalmente lançado em novembro de 2013, com o objetivo de falar sobre ciência de forma descontraída. É o principal podcast do portal Deviante, e inclui vários spin-offs, como o SciKids.
Em 2017, um dos fundadores do SciCast, Silmar Geremia, morreu. Atualmente, o podcast é organizado por Fernando Malta.

## Desempenho
SciCast esteve frequentemente entre os podcasts de maior audiência no Brasil. O podcast estreou na parada de Top Podcasts da Apple Podcasts em agosto de 2014, alcançando o pico de posição #2 em duas ocasiões, 11 de novembro de 2014 e 7 de fevereiro de 2015. Ao longo dos anos, o podcast foi caindo nas paradas, aparecendo de forma ocasional em períodos específicos. Como parte do portal Deviante, o pico do podcast na Apple foi a posição #5 em 6 de maio de 2017.
Em 2018, SciCast foi o 10º podcast brasileiro de maior popularidade na plataforma CastBox.

## Integrantes
Atuais
- Fernando Malta (Fencas) (2016–atualmente)
- Marcelo Guaxinim (2014-atualmente)
- Marcelo Rigoli (2016–atualmente)
- Tarik Fernandes (2014–atualmente)
- Juliana Vilella (Jujuba) (2014–atualmente)
- Roberto Spinelli (Pena) (2015–atualmente)

Ex-integrantes
- Silmar Geremia (2013–2017)
- Jorge Costa (2013–2015)
- Matheus Gonçalves (2013–2014)
- Estrela Steinkirch (2014–2016)